# .va
.va este un domeniu de internet de nivel superior, pentru Vatican (ccTLD).